# 카미유 뮈파
카미유 뮈파(프랑스어: Camille Muffat, 1989년 10월 28일 ~ 2015년 3월 9일)는 프랑스의 수영 선수이다.
2012년에 영국의 런던에서 열린 하계 올림픽에서 금메달, 은메달, 동메달을 하나씩 획득하였으며, 자유형 400m 종목에서 금메달을 획득하여 1952년의 장 부아퇴, 2004년의 로르 마노두, 2008년의 알랭 베르나르의 뒤를 이어 올림픽 수영 개인 종목 금메달을 획득한 4번째 프랑스인이 되었다.
또 세계 수영 선수권 대회에서 4개의 동메달을 획득하였고, 유럽 수영 선수권 대회에서도 은메달과 동메달을 1개씩 획득했다.

## 경력

### 2005 ~ 07
2005년 낭시에서 열린 프랑스 국내 선수권에서 뮈파는 200m 개인혼영에서 로르 마노두를 꺾어 주목을 받았고, 또한 마노두가 보유한 국내 기록을 깼다.
1달 후에 그녀는 부다페스트에서 열린 유럽 주니어 선수권 대회에서 다시 200m 개인혼영을 우승하였다. 100m 자유형에서 은메달을 따기도 하였다.
2006년 뮈파는 프랑스를 위하여 400m 자유형 계주에 나가면서 시니어 유럽 선수권 데뷔를 하였다. 1달 후에 리우데자네이루에서 열린 세계 주니어 선수권 대회에서 금메달 1개를 포함한 4개의 메달을 획득하였다.
2007년 멜버른에서 열린 세계 선수권 대회에 처음으로 나갔다. 그해 말기에 헝가리 데브레첸에서 열린 유럽 쇼트코스 선수권에서 200m 개인혼영 1위와 400m 개인혼영 3위를 하면서 자신의 첫 시니어 경연 대회 승리를 거두었다.

### 2008 ~ 11
2008년 3월 에인트호번에서 열린 유럽 선수권 대회에서 200m 개인혼영 동메달을 따면서 자신의 첫 시니어 롱코스 국제 대회의 메달을 획득하였다.
그해에 열린 국내 선수권 대회의 첫날에 올림픽을 위하여 합격하는 데 뮈파와 조안 앙드라카는 국내 신기록 4분 38.23초로 400m 개인혼영에 동점을 매겼다. 이틀 후에 그녀는 마노두의 국내 기록을 깨면서 200m 개인혼영 금메달을 획득하였다. 경연의 마지막에 뮈파는 올림픽에 나가는 데 800m 자유형 계주는 물론, 200m와 400m 개인혼영에서 합격하였다.
베이징 올림픽에서 뮈파는 계주의 결승전에만 나가는 데 합격하여, 프랑스 팀은 5위를 하였다.
그해 후반에 리예카에서 열린 유럽 쇼트코스 선수권에서 뮈파는 전 올림픽 계주 동료 코랄리 발미를 능가하며 400m 자유형 2위를 하였다.
2009년 국내 선수권에서 그녀는 200m 개인혼영에서 2분 09.34초의 국내 신기록을 세웠다. 그해 로마에서 열린 세계 선수권 대회에서 200m 개인혼영 7위와 800m 자유형 계주 8위를 하였다.
2010년 생라파엘에서 열린 국내 선수권에서 200m와 400m 개인혼영을 우승하고 200m 자유형에서 코랄리 발미에 밀려 2위를 하였다. 부다페스트에서 열린 유럽 선수권 대회에서 200m 개인 혼영의 우승 후보자로 도착하였으나, 헝가리의 호슈 카팅카가 우승하면서 뮈파는 4위를 하고 말았다. 같은 날 800m 자유형 계주에서 뮈파가 최종 주자로 활약한 프랑스 팀이 베라슈토 에벨린이 이끄는 헝가리 팀에 밀려 2위를 하였다. 이틀 후, 그녀는 페데리카 펠레그리니가 우승한 200m 자유형에서 4위를 하였다.
그녀의 실망적인 결과들에 이어 그녀의 코치 파브리스 펠레랭은 뮈파에게 혼영과 자유형 사이에 무엇을 선택하느냐에 주장하였다. 자유형을 선택한 뮈파는 자유형에서 자신의 결과들을 향상시키고 모든 거리의 종목들(50m, 100m, 200m, 400m)을 샤르트르에서 열린 국내 선수권에 나가서 활약하며 100m 자유형의 국내 기록을 깼다.
한달 후에 두바이에서 열린 세계 쇼트코스 선수권 대회에서 뮈파는 200m 자유형에서 미국의 케이티 호프와 오스트레일리아의 카일리 파머를 꺾고 우승하면서 자신의 첫 세계 타이틀을 차지하였다. 또한 800m 자유형 걔주에서 동메달을 따기도 하였다.

### 2012 ~ 14
2012년 3월 됭케르크에서 열린 국내 선수권에서 그녀는 400m 자유형에서 로르 마노두의 국내 기록을 깨고 우승하였다. 그녀의 기록 4분 1.13초는 당시 세계에서 가장 빨랐고 올림픽에 나가는 데 합격되었다. 이틀 후에 뮈파는 200m 자유형에서 1분 54.87초와 자신의 국내 기록을 깨면서 올림픽에서 그 종목에도 나가는 데 합격하였다.
2013년 4월 렌에서 열린 국내 선수권에서 400m 자유형의 3연속 타이틀을 우승하고, 100m와 200m에서도 우승하여 바르셀로나에서 열리는 세계 수상 선수권 대회에서 3종목에 나가는 데 합격하였다.
하지만 세계 선수권에서 그녀의 상연은 200m 자유형과 800m 자유형 계주에서 2개의 동메달을 따면서 자신의 목표들의 아래로 왔다. 그녀의 가장 뛰어난 400m 자유형에서 7위를 하고 말았다.
세계 선수권 이후에 뮈파는 자신의 훈련 과정을 일시적으로 감소하기로 결정하고 디종에서 열린 국내 쇼트코스 선수권 대회에서 각각 1개의 금, 은, 동메달을 땄다. 그해에 열린 유럽 선수권에서는 200m 자유형 결승전에 나가는 데 실패하고 400m 자유형에서 5위를 하였다.
2014년 샤르트르에서 열린 국내 선수권에서 그해의 유럽 선수권에 나가는 데 합격하여 100m, 200m, 400m 자유형은 물론, 100m 접영에서 4개의 타이틀을 우승하였다. 50m 자유형에서 은메달을 따기도 하였다.
7월 12일 24세의 나이로 수영에서 은퇴하였다.

#### 2012년 올림픽
뮈파는 2012년 런던 올림픽에서 3개의 종목들에 들어가는 데 합격하였다. 200m 자유형에서 은메달을 물론, 400m 자유형에서 올림픽 신기록과 함께 금메달을 획득하였다. 800m 자유형 계주에서 프랑스 팀은 7분 47.49초와 함께 동메달을 땄다.
뮈파는 금 1개, 은 1개, 동 1개로 로르 마노두의 2004년 아테네 올림픽 성과를 동등히 하고, 미셸린 오스테르메이에와 마노두에 이어 단 하나의 올림픽에서 3개의 메달을 획득하는 데 3번째 프랑스 여성 선수가 되었다.

## 사망
2014년 7월에 현역 은퇴를 선언한 후 프랑스의 리얼리티 텔레비전 프로그램인 "Dropped" 촬영을 위해 아르헨티나의 촬영지로 이동하던 중에 비야카스테이 헬리콥터 충돌 사고로 사망했다.

## 같이 보기
- 수영 자유형 400m 세계 기록 추이
- 수영 자유형 800m 세계 기록 추이